# Killing Angels
Killing Angels är Nines fjärde studioalbum, utgivet av Burning Heart Records 2003. I Finland gavs skivan ut av Combat Rock Industry och i Japan av Alliance Trax. Albumet var bandets sista på Burnings Heart Records.

## Låtlista[1]
1. "Inferno" - 3:22
2. "Euthanasia" - 3:07
3. "Watching the Train Go By" - 3:23
4. "The Strategy of Fear" - 3:22
5. "Discontent O.D." - 3:37
6. "The End" - 3:10
7. "Anxiety Report" - 5:53
8. "Cardiac Arrest" - 4:16
9. "33" - 3:42
10. "Them" - 4:40